# Passalora fulva
Passalora fulva är en svampart som först beskrevs av Mordecai Cubitt Cooke, och fick sitt nu gällande namn av U. Braun & Crous 2003. Passalora fulva ingår i släktet Passalora och familjen Mycosphaerellaceae.   Inga underarter finns listade i Catalogue of Life.

## Källor

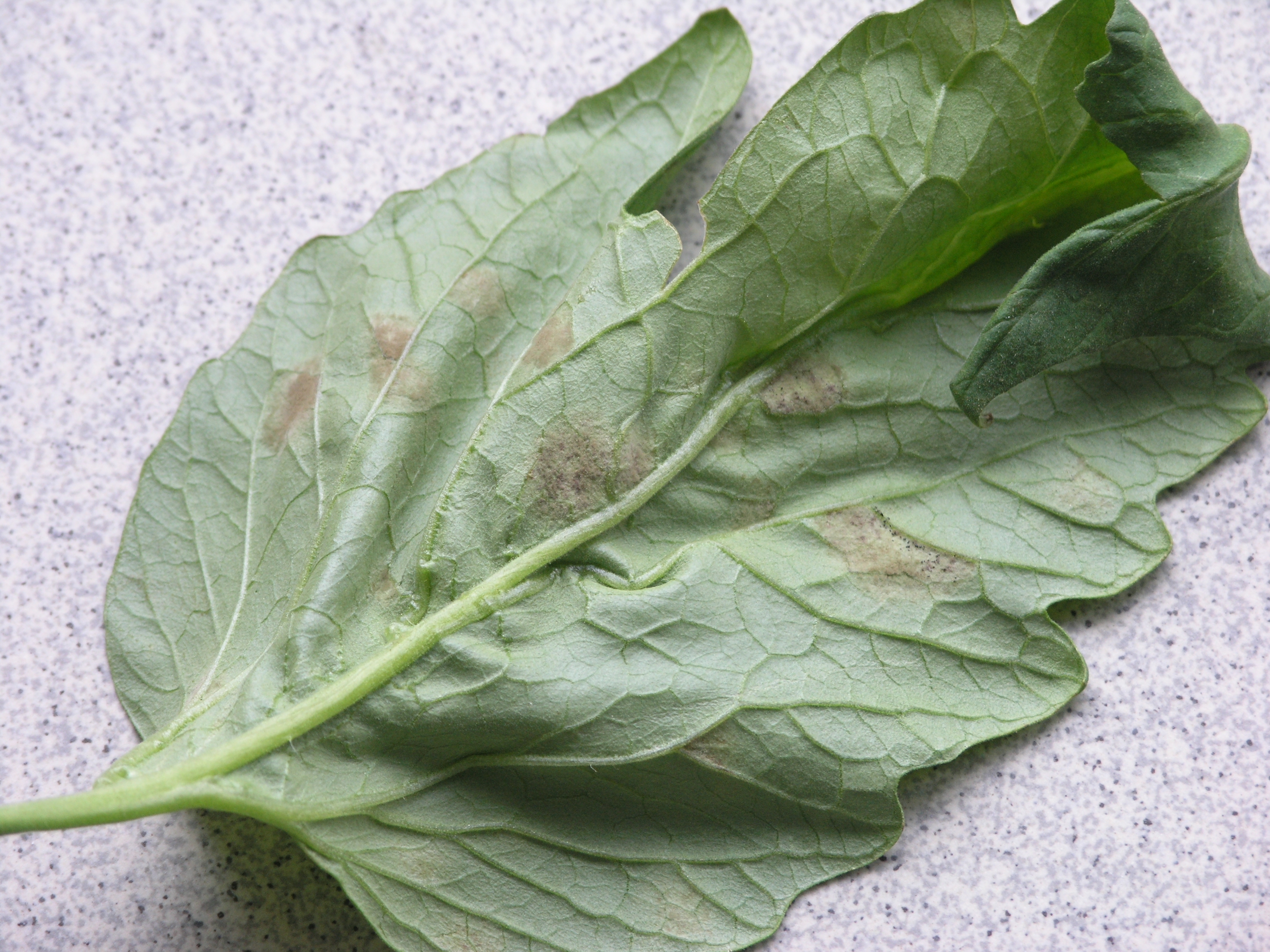